# Edgar Pereira
Edgar Pereira (Brasília de Minas, 31 de outubro de 1912) foi um empresário e político brasileiro, filiado ao Arena. Exerceu o mandato de deputado federal constituinte por Minas Gerais em 1967.

## Carreira
Edgar Pereira realizou os estudos secundários no Liceu Mineiro, em Curvelo e no Colégio Pedro II, no Rio de Janeiro. Comerciante, industrial e agricultor, elegeu-se deputado federal por Minas Gerais no pleito de novembro de 1966 pela legenda da Aliança Renovadora Nacional (Arena), agremiação de apoio ao regime militar instaurado no país em abril de 1964, assumindo o mandato em fevereiro do ano seguinte. Tradicional adversário de José Maria Alkmin na disputa de votos em Bocaiúva (MG), nas eleições de novembro de 1970 obteve a reeleição, sobrepujando a votação do rival, que se viu relegado à suplência. Nesta legislatura, foi membro efetivo das comissões de Orçamento e de Política Salarial e suplente da Comissão de Agricultura e Política Rural da Câmara dos Deputados.

## Família
Filho de Maximiliano Martins Pereira e de Maria das Dores Correia Martins, foi casado com a poeta Zulma Antunes Pereira no seu primeiro casamento e teve seis filhos, Orlando Antunes Pereira, Ivan Antunes Pereira,  Edgar Antunes Pereira, Ernani Antunes Pereira, Carlos Eduardo Antunes Pereira , Luiz Eugênio Antunes Pereira ,  . Em seu segundo casamento com Ozira Martins Rocha teve Mais dois filhos, Jose Geraldo Martins Pereira e Cassia Maria Martins Pereira. 